# 1998 HR151
1998 HR151, também escrito como 1998 HR151, é um objeto transnetuniano (TNO) que está localizado no cinturão de Kuiper, uma região do Sistema Solar. Este corpo celeste é classificado como um cubewano. Ele possui uma magnitude absoluta (H) de 8,6 e, tem um diâmetro estimado com cerca de 84 km.

## Descoberta
1998 HR151 foi descoberto no dia 28 de abril de 1998 pelos astrônomos J. X. Luu, C. A. Trujillo, D. J. Tholen e D. C. Jewitt.

## Órbita
A órbita de 1998 HR151 tem uma excentricidade de 0.122 e possui um semieixo maior de 45.506 UA. O seu periélio leva o mesmo a uma distância de 39.934 UA em relação ao Sol e seu afélio a 51.079.